# Recherche généalogique en France

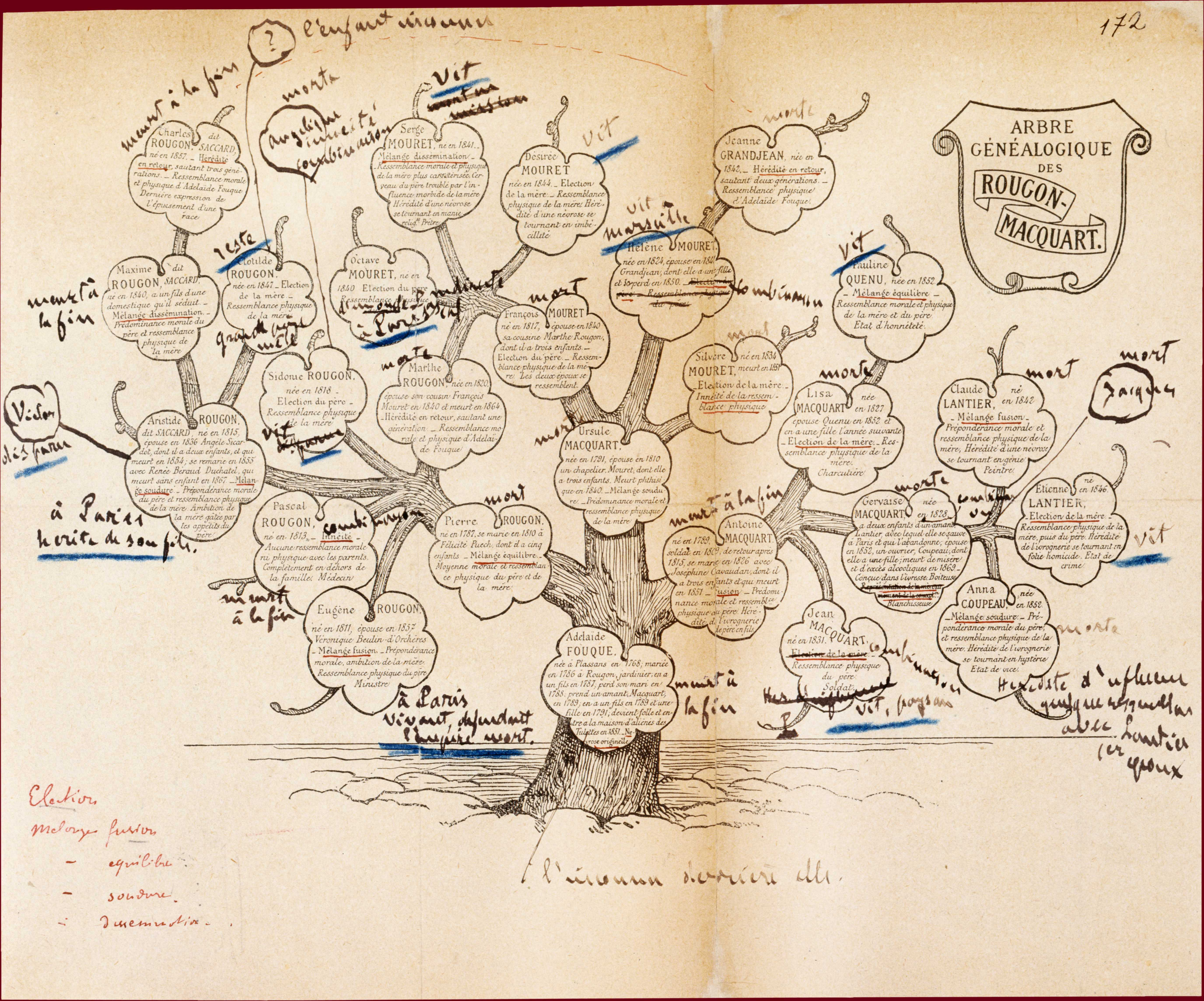
Arbre généalogique des Rougon-Macquart annoté

La recherche généalogique en France s'appuie sur une connaissance des principes de la généalogie, des archives et documents généalogiques disponibles en France. Cet article traite également des sources Internet, des associations généalogiques et des revues pouvant aider le généalogiste.
Enfin certaines particularités sont à prendre en compte dans sa recherche liées à l'histoire de France tels que les découpages géographiques passés, les colonies ou encore les bagnes.

## Histoire des archives en France
Au fil du temps les archives ont été de plus en plus nombreuses et de plus en plus précises en informations pour le généalogiste. Si les actes d'aujourd'hui sont très précis permettant d'effectuer une filiation sans ambigüité, les actes anciens sont très lacunaires et ne mentionnent souvent que le nom de l'individu, son âge approximatif et les noms des témoins. Pour mieux se situer dans l'histoire des archives en France et comprendre les actes qu'on peut trouver dans sa recherche, voici quelques dates marquantes :
- 1539 : ordonnance de Villers-Cotterêts sous François 1er qui demande la tenue des registres de baptêmes et sépultures en langue française. Des registres étaient auparavant tenus de manière disparate selon les paroisses, donc on peut trouver quelques registres antérieurs à cette date.
- 1579 : obligation de tenue des registres de mariages par l'ordonnance de Blois promulguée par Henri III.
- 1667 : Louis XIV prononce l'obligation de tenue de registre en double exemplaire par l'ordonnance de Saint-Germain-en-Laye.
- 9 avril 1736 : Louis XV signe une lettre circulaire précisant les règles de tenue des registres[1].
- 7 novembre 1787 : Louis XVI signe l'édit de Versailles, permettant aux non catholiques (essentiellement les protestants) d'être enregistrés sur les registres catholiques.
- 12 septembre 1790 : par la loi l'Assemblée nationale crée les Archives nationales pour conserver ses papiers en un lieu unique[2].
- 20 septembre 1792 : décret de l'Assemblée nationale instituant l'état civil laïc, les mairies tiennent des registres de naissance, mariage et décès. C'est à cette date qu'on parle vraiment d'état civil en France.
- 7 Messidor an II (25 juin 1794) : à la suite de la proclamation de la République, loi instaurant la centralisation des archives publiques en France et la destruction de titres féodaux[3].
- 5 Brumaire an V : loi qui demande la conservation des archives au chef-lieu de département, les départements ayant été instaurés en 1789.
- 13 Fructidor an VI (30 août 1798) (Culte décadaire), loi demandant que les mariages soit célébrés au chef-lieu de canton et non pas dans la commune. Cela sera appliqué entre le 1er Vendémiaire an VII (22 septembre 1798) et le 7 Thermidor an VIII (26 juillet 1800).
- Au cours du XIXe siècle, diverses lois renforcent les mentions obligatoires dans les actes, les recensements de population se généralisent et des documents se mettent en place comme le livret de famille en 1877 qui fixera définitivement l'orthographe du nom de famille. Un registre est tenu par type d'acte (naissance, mariage, décès) et ceci en double exemplaire.
- 3 janvier 1979 : loi no 79-18 relative aux archives publiques[3].
- 15 juillet 2008 : loi no 2008-696 instituant de nouveaux délais de communicabilité des archives[3].

### Ordonnance de Villers-Cotterêts
En France, en 1539, l'ordonnance de Villers-Cotterêts rend obligatoire la tenue par l'Église catholique de registre de baptême et de sépulture rédigé en français dans chaque paroisse et instaure l'insinuation. Cela ne veut pas dire qu'on ne peut pas trouver d'actes plus anciens car l'enregistrement des baptêmes était déjà pratiqué dans quelques églises. Le plus ancien registre parvenu jusqu'à notre époque est celui de Givry qui répertorie les redevances, les baptêmes, les mariages et les sépultures entre 1303 et 1357.

### Duplication des registres
À partir de 1667, la loi impose deux séries parallèles de registres paroissiaux (jusqu'en 1792) et d'état civil (depuis 1793). Le contenu des deux séries est censé être identique, l'une est appelée la « minute » conservée par le curé et l'autre la « grosse » déposée chaque année au greffe du siège royal. De nos jours, les registres paroissiaux et d'état civil de la série dite « communale » sont conservés en mairie ou aux archives communales, ou déposés aux archives départementales si elles ont plus de cent ans. Les registres paroissiaux de la série dite « du greffe » sont toujours conservés aux archives départementales. 
Cette disposition prise sous Louis XIV permet d'avoir plus de chances de conserver les archives si l'un des deux registres était amené à être détruit ou perdu et de plus d'éviter les fraudes. Dans l'immense majorité des paroisses, c'est seulement à partir de la déclaration du roi Louis XV du 9 avril 1736, rappelant et complétant l'ordonnance de 1667, que l'obligation de tenue en double des registres sera réellement généralisée. Le roi avait alors constaté que l'obligation de tenue en double exemplaire avait été « oubliée » dans une grande partie de son royaume et que le second exemplaire quand il était fait n'était pas remis tous les ans au pouvoir royal. Le roi constate également que pour certaines paroisses, des curés avaient été plus loin que ce qui était requis en faisant bien tenir deux registres dont tous les actes sont signés en même temps. On dispose alors de deux registres originaux et pas d'un original et d'une copie. Il décide alors de généraliser ce système à tout le royaume et d'obliger la remise du deuxième exemplaire au greffe du Bailliage, Sénéchaussée ou Siège Royal au plus tard six semaines après la fin de l'année (Art. XVII). Ceci est rendu applicable dès le 1er janvier 1737.

### Loino79-18du 3 janvier 1979
La loi no 79-18 du 3 janvier 1979 pose clairement la définition de ce qu'on entend par archive, leur protection et leur accès.

### Loino2008-696 du 15 juillet 2008
La loi no 2008-696 du 15 juillet 2008 abroge celle de 1979 et actualise notamment par rapport aux évolutions technologiques et au développement des archives numériques. La loi fixe de nouveaux délais pour la communicabilité des archives. Auparavant par défaut tout type d'archives n'était communicable que passé un délai de 30 ans. Le régime de principe passe avec cette loi à une communicabilité immédiate. Il reste toutefois un certain nombre de documents pouvant contenir des informations relatives à la vie privée des personnes vivantes, ces derniers ont un délai de communicabilité précisé dans le tableau suivant,.
| Type d'acte | Délai de communicabilité                                           |
| --- | ------------------------------------------------------------------ |
| Protection de la vie privée | 50 ans                                                             |
| Document portant un jugement de valeur ou une appréciation sur une personne physique                                                                    | 50 ans                                                             |
| Statistiques : cas général | 25 ans                                                             |
| Statistiques collectées par des questionnaires portant sur des faits et comportements privés (dont le recensement de la population)                     | 75 ans                                                             |
| Enquêtes de police judiciaire | 75 ans                                                             |
| Dossiers des juridictions | 75 ans                                                             |
| État civil : acte intégral de naissance | 75 ans                                                             |
| État civil : acte intégral de mariage | 75 ans                                                             |
| État civil : acte intégral de décès | immédiate                                                          |
| État civil : extrait d'acte de naissance | immédiate                                                          |
| État civil : extrait d'acte de mariage | immédiate                                                          |
| Minutes et répertoires des notaires | 75 ans                                                             |
| Dossier des juridictions et enquêtes de police en matière d'agressions sexuelles                                                                        | 100 ans                                                            |
| Documents qui se rapportent aux mineurs (vie privée, dossiers judiciaires, minutes et répertoires), décisions de justice révélant l’intimité sexuelle   | 100 ans                                                            |
| Documents couverts ou ayant été couverts par le secret de défense nationale et dont la communication peut porter atteinte à des personnes identifiables | 100 ans                                                            |
| Dossier de personnel | 50 ans                                                             |
| Sécurité des personnes | 100 ans                                                            |
| Secret médical | 25 ans après le décès ou 120 ans à compter de la date de naissance |

### Délibérationno2012-113 du 12 avril 2012
Il faut noter que les archives d'état civil numérisées et mises en ligne par les services d'archives en France pour un accès à distance via Internet sont soumises aux recommandations de la CNIL. Ainsi les archives pouvant contenir des informations sur des personnes physiques potentiellement encore vivantes, leur diffusion est encadrée par l'autorisation unique n°AU-029 : "Archives publiques" en demandant notamment « l'occultation, durant un certain délai, des données sensibles ainsi que, pour les actes d'état civil, des mentions marginales ». Il faut préciser que les mentions marginales sont les mentions établies postérieurement à l'écriture initiale de l'acte et précisant par exemple sur un acte de naissance l'indication du mariage et du décès de l'individu.
Les registres d'état civil étant tenus en double exemplaire, les mentions marginales peuvent ne pas être à jour sur les deux registres notamment celui conservé au greffe du Tribunal de grande instance. Ce dernier ne doit donc pas faire l'objet d'un traitement d'archivage, les articles 6-4° et 40 de la loi Informatique et Libertés exigeant que les données soient « exactes, complètes et mises à jour ».
De plus les mentions marginales des actes de naissance de moins de 100 ans ne doivent pas être diffusées sur Internet en application de l'article 6-3° de la loi Informatique et Libertés, ces données à caractère personnel n'étant pas « adéquates pertinentes et non excessives ». C'est pourquoi, la recommandation de la CNIL étant plus restrictive que la loi no 2008-696, les archives relatives aux personnes physiques de moins de 100 ans ne sont pas mises en ligne. Toutefois elles restent consultables sur la base d'un accès restreint notamment en salle de lecture avec les délais de communicabilité présentés dans le tableau ci-dessus.
Les actes de mariage sont eux soumis à un délai de 75 ans avant mise en ligne sur Internet et les actes de décès après un délai de 25 ans. Les autres archives publiques sont communicables par Internet après un délai de 100 ans à partir de la date du document sauf exception.
Les données personnelles sensibles au sens de l'article 8 de la loi Informatique et Libertés (données à caractère personnel faisant apparaître les origines raciales ou ethniques, opinions politiques, philosophiques ou religieuses, ou appartenance syndicale, ou qui sont relatives à la vie sexuelle ou à la santé) sont quant à elle soumises à une restriction de 150 ans à partir de la date du document avant une mise en ligne sur Internet.
Enfin l'indexation sur les données nominatives des personnes (constitution de bases de données avec, par exemple, les noms, prénoms, dates de naissance des personnes afin d'effectuer des recherches plus facilement) est interdite avant 120 ans à compter de la date de l'acte de naissance, 100 ans pour les mariages et 75 ans pour les décès.

### Question n° 77506 au gouvernement du 7 avril 2015
La CNIL ne précisant pas la règle pour les tables décennales, Marie-Jo Zimmermann a demandé au gouvernement d’éclaircir ce point.
Le ministère de la Culture et Communication estime que par analogie avec les actes eux-mêmes, les tables décennales peuvent être publiées sur Internet à l'expiration d'un délai de 25 ans pour ce qui concernent les décès et un délai de 75 ans pour ce qui concernent les naissances et les mariages.
Toutefois, dans les mairies, aucun délai n'est requis.

## Sources d'information pour commencer
Les renseignements recueillis dans la famille et l'entourage constituent le point de départ d'une recherche généalogique.
On peut s'appuyer sur les éléments familiaux disponibles tels que livret de famille, livret militaire, les actes d'état civil (naissance, mariage, décès), faire-part, voire parfois, les vieilles photographies si les personnages y sont identifiés. On peut également interroger les personnes âgées de la famille et noter ou enregistrer les récits. Si la recherche généalogique est personnelle, il est bien de commencer par demander à sa commune de naissance une copie intégrale de son propre acte de naissance, puis d'obtenir les actes relatifs à ses parents, puis ses grands-parents. Le tout est d'avoir suffisamment d'informations pour passer le cap des 75 ans au-delà duquel les archives publiques sont librement communicables.
Le plus important étant de partir d'informations fiables afin de ne pas commencer une recherche généalogique sur de mauvaises bases et se rendre compte plus tard qu'on a effectué une recherche erronée sur un homonyme. Typiquement il est préférable de se baser sur un acte de mariage que sur l'acte de naissance d'un individu qui pourrait s'avérer être un homonyme de la personne ciblée. En effet l'acte de mariage indiquera bien souvent la date de naissance des époux et donc permettra de retrouver le bon acte de naissance sans ambigüité. De plus l'acte de mariage est lu en présence des époux et donc de source plus sûre qu'un acte de naissance ou de décès déclaré par une autre personne. Il peut arriver lors d'une recherche généalogique ascendante de trouver l'acte de décès d'un individu ne mentionnant pas le bon âge ou la bonne commune de naissance ou encore le nom correct de ses parents tout simplement car le déclarant a fourni, généralement en toute bonne foi, des informations erronées à l'officier d'état civil. Avoir en mémoire également que l'orthographe d'un nom de famille a pu évoluer dans le temps, donc ce n'est pas parce qu'elle est différente sur un acte que celui-ci n'est pas lié à sa famille.
Pour effectuer une généalogie ascendante, le généalogiste s'appuiera sur les registres d'état civil disponibles auprès des archives communales ou départementales. Ces registres comprennent les actes (naissances, mariages et décès) ainsi que les tables décennales (TD) qui, depuis 1793, récapitulent pour une période de dix ans (par exemple 1793-1802, 1803-1812, etc., néanmoins vraiment appliqué qu'à partir de 1803) et par commune tous les actes de l'état civil en les classant dans l'ordre alphabétique du nom des individus. Pour les noms comportant un article, par exemple Le Pen, cela peut être classé à la lettre P ou à la lettre L. Les noms à particule sont souvent à rechercher à la lettre D. Ces tables permettent de remonter facilement une généalogie ascendante et trouver les actes des individus collatéraux nés sur la même commune (frères, sœurs, cousins de sa lignée). Une fois qu'on a trouvé dans la table la date de l'acte recherché, il suffit d'aller le consulter dans le registre d'état civil qui recense les actes de manière chronologique. Il est important de conserver chaque acte trouvé (photocopie, photographie, capture d'écran si on utilise les archives par Internet) afin de pouvoir s'y référer ultérieurement.
Au niveau d'une table décennale, les actes sont souvent regroupés en 3 sections correspondant aux naissances, mariages et décès. Des abréviations peuvent être utilisées par l'officier d'état civil : 
| Abréviation | Signification |
| ----------- | ------------- |
| Jer         | Janvier       |
| Fer         | Février       |
| 7bre        | Septembre     |
| 8bre        | Octobre       |
| 9bre        | Novembre      |
| Xbre        | Décembre      |

De plus les informations (nom, prénom ou date) peuvent ne pas être répétées sur toutes les lignes mais simplement marquées d'un trait pour indiquer qu'elles sont similaires à la ligne précédente. Enfin il peut arriver comme tout travail de recopie manuel qu'une table décennale contienne des erreurs. 
En remontant dans le temps, le généalogiste arrive à la Révolution française et sa particularité de mentionner les dates selon le calendrier républicain mis en place en 1793 soit à partir de l'an II de la République. Il peut être utile d'effectuer des conversions de date entre les deux calendriers.
Avant la Révolution française, on trouve les registres paroissiaux qui contiennent les actes de baptêmes, mariages et sépultures de la paroisse car la notion de département n'a été mise en place qu'à partir du 4 mars 1790 à la suite du décret du 22 décembre 1789 pris par l'Assemblée constituante de 1789. Ces registres sont conservés aux archives départementales. 
Il peut arriver qu'une commune n'ait pas toujours existé de manière indépendante, mais sous la forme de trève d'une commune plus importante. Dans ce cas les actes peuvent apparaître dans le registre spécifique de la trève ou dans celui de la commune de rattachement. Les changements de noms de commune ou de département sont aussi à considérer.
Par tradition les mariages étaient célébrés dans la commune de naissance de l'épouse, il faut donc commencer par celle-ci même si l'épouse est domiciliée d'une autre commune au moment du mariage ou que l'époux est originaire d'une commune différente. À noter qu'à la suite de la loi du 13 fructidor an VI (30 août 1798) (Culte décadaire), les mariages entre le 1er Vendémiaire an VII (22 septembre 1798) au 7 Thermidor an VIII (26 juillet 1800) étaient célébrés les jours de décadi au chef-lieu de canton et non pas dans la commune,. Le but était de faire appliquer le calendrier républicain, de casser le rythme des semaines de 7 jours en évitant les messes dominicales pratiquées par définition tous les 7 jours et également d'éviter les fraudes au mariage. En effet la loi Jourdan-Delbrel de 1798 instituant la conscription la réservait aux hommes célibataires de 20 à 25 ans, ce qui a pu entraîner naturellement des mariages de complaisance pour y échapper plus difficiles à obtenir au niveau du chef-lieu de canton qu'auprès du maire de sa commune. Il convient donc d'être particulièrement prudent sur les actes de cette période. De plus même si cette disposition est théoriquement abrogée avec la loi 7 Thermidor an VIII, il peut être intéressant de chercher un mariage au chef-lieu de canton un peu au-delà de cette date, le temps que l'information de la modification de loi redescende localement.
Les actes notariés établis par un notaire constituent une source supplémentaire d'informations sur la vie de ses ancêtres. Ils sont généralement abondants à partir du XVIIe siècle, l'établissement d'acte enregistré par notaire étant très ancien et antérieur aux registres paroissiaux, l'ordonnance de Moulins de 1566 promulguée par Charles IX les rendant obligatoires. Parmi les actes notariés, on peut citer les contrats de mariage (à ne pas confondre avec l'acte de mariage), les actes de vente, les inventaires après décès qui établissent l'inventaire des possessions du défunt.
Les listes nominatives du dénombrement de la population (recensement) sont un autre type de document intéressant pour le généalogiste. Déjà établies sous l'Ancien Régime avec plus ou moins de fiabilité, les recensements se développent à la suite de la Révolution. Ainsi le décret du 22 décembre 1789 ordonne un tableau des « citoyens actifs » par commune. À partir de 1801, les recensements sont effectués tous les 5 ans, sauf exception, jusqu'en 1946 puis ils ont été espacés dans le temps en raison de leur coût.
On peut également faire ses recherches dans les cimetières des communes concernées qui permettent parfois de retrouver l'ultime étape de certains individus.
Les documents sont généralement disponibles aux archives communales ou départementales. Les communes de moins de 2 000 habitants peuvent conserver leurs archives d'état civil, les autres sont tenues de les remettre aux archives départementales[réf. souhaitée]. En France, d'autres types de documents peuvent également être disponibles suivant l'état de conservation des archives et permettent d'en savoir plus sur la vie des individus (par exemple, les archives militaires, les archives d'adoption, les archives judiciaires, les archives hospitalières, les cartes géographiques, les photographies, cartes postales, etc.).

## Archives publiques en France
On distingue plusieurs niveaux d'archives, du niveau local vers le niveau national :
- les archives communales ou municipales
- les archives départementales
- les archives régionales
- les archives nationales comprenant les archives nationales d'outre-mer[14].

Les archives peuvent être disponibles sous plusieurs formes :
- originaux sur papier ;
- microfilms ;
- images numérisées.

### Archives départementales
Pour les recherches généalogiques, les documents anciens sont essentiellement concentrés dans les archives départementales. Il existe un service par département, situé au chef-lieu ou dans une commune limitrophe. Les archives départementales rassemblent tous les actes établis sur le territoire du département. Il existe des exceptions découlant des découpages administratifs antérieurs à la Révolution. Certains actes sont à rechercher aux archives nationales. 
Les limites des circonscriptions d'Ancien régime peuvent être trouvées :
- dans les guides des archives publiés par les archives départementales ;
- auprès d'une association généalogique locale ;
- de manière plus aléatoire en échangeant dans le cadre d'une liste de diffusion généalogique locale.

Les actes les plus intéressants pour le généalogiste sont les registres paroissiaux, les actes notariés, le cadastre, les archives des tribunaux et les rôles d'imposition.

### Archives nationales
Les centres franciliens des archives nationales conservent essentiellement les archives des organes centraux de l'État et l'on n'y trouve donc pas de documents d'état civil. En revanche, ils offrent des ressources sur la vie et la carrière des individus. Ce sont notamment les dossiers ou documents nominatifs sur tous ceux que l'État a, au cours des siècles 
- employés : agents ou fonctionnaires publics, clergé concordataire,
- surveillés, voire persécutés : émigrés, opposants au pouvoir en place, auteurs soumis à la censure théâtrale, déportés politiques ou raciaux, etc.
- payés ou subventionnés : artistes et savants bénéficiant de commandes ou de souscriptions publiques, boursiers,
- récompensés par la Légion d'honneur ou par d'autres distinctions honorifiques,
- indemnisés : victimes de dommages de guerre ou de persécutions,
- autorisés à exercer certains métiers, comme l'édition ou les professions de santé, ou à porter tel titre de noblesse ou tel grade universitaire.

Se trouvent aussi à Pierrefitte-sur-Seine les dossiers de changement de nom ou de naturalisation.
Les Archives nationales d'outre-mer (anciennement CAOM) conservent les documents (état civil, actes notariés...) des anciennes colonies françaises. C'est là qu'on trouvera en particulier l'état civil de l'Algérie de plus de cent ans.

### Règles d'accès aux archives publiques en France
Les archives paroissiales et de l'état civil peuvent être consultées dans les mairies et/ou aux archives départementales (selon les cas).
En France, d'après la loi no 2008-696 du 15 juillet 2008 relative aux archives, seuls les actes intégraux de naissance et de mariage de plus de 75 ans, précédemment 100 ans, sont accessibles à tous afin de protéger la vie privée des personnes encore vivantes. Les copies intégrales des actes de moins de 75 ans ne peuvent être fournies qu'à la personne concernée, à ses descendants ou ascendants directs, à ses mandataires, sur justificatif d'identité, de degré de parenté ou de pouvoir, sauf dérogation autorisée (par exemple recherche à caractère historique, statistique ou dans un but successoral).
Les extraits d’actes de naissance et de mariage datant de moins de 75 ans sont communicables à tous ainsi que les tables décennales. 
Les actes de décès sont librement communicables à tous quelle que soit la date de décès .
L’accès aux archives se fait selon les modalités prévues à l’article 4 de la loi 17 juillet 1978 (L. 213-1), c’est-à-dire au choix du demandeur par la consultation gratuite sur place, la reproduction aux frais de la personne qui les sollicite ou l’envoi par courrier électronique et sans frais. L’administration qui détient les archives doit motiver tout refus qu’elle oppose à une demande de communication (L. 213-5).
Au-delà de 75 ans, la loi autorise l’accès direct aux documents ou à leurs reproductions sur microfilm ou sur support numérique.

### Reproduction des documents d'archives
La photocopie des registres originaux est interdite[réf. souhaitée], afin d'éviter de les détériorer (risques de bris de la reliure sur un photocopieur ordinaire non équipé d'une « rampe » à cet effet, détérioration de l'encre par le flash lumineux de l'appareil). De même sont interdits les clichés avec un flash, auquel doit toujours être préférée la lumière naturelle (avec variation du temps d'exposition en conséquence).
Les recherches généalogiques rencontrent un succès grandissant, au détriment des sources. L'état des registres s'est plus dégradé durant ces vingt dernières années que pendant les trois siècles précédents.[réf. souhaitée] Lors de la manipulation d'originaux des archives, il est interdit de s'appuyer ou d'écrire dessus. D'ailleurs les stylos à encre sont interdits dans les salles de lecture des archives. En effet les règlements imposent que tout objet autre que crayon, feuille volante, ordinateur et appareil photo sans housse sont interdits.
L'utilisation de documents d'archives (registres, photographies, etc.) à titre commercial requiert généralement une autorisation.

### Archives publiques sur microfilm
Les registres paroissiaux et d'état civil d'avant et après la Révolution ont été généralement microfilmés. Ces microfilms sont consultables aux archives départementales sur des lecteurs qui permettent souvent une reproduction papier. Généralement, les microfilms d'une archive départementale peuvent être envoyés dans une autre archive départementale à la demande d'un utilisateur avec un certain délai.
En France, le microfilmage a souvent été réalisé par les Mormons qui se donnent pour mission de reconstituer l'arbre généalogique de l'humanité et réunissent toutes les archives dans une bibliothèque centralisée à Salt Lake City.

### Numérisation des fonds d'archives publiques
Les archives sur papier étant anciennes et fragiles, leur numérisation permet de rendre disponible sur un support non altérable leur contenu. Depuis les années 2000, les archives départementales mettent petit à petit à disposition sur Internet ces archives numérisées, souvent à partir des microfilms, ce qui permet à chacun d'y avoir accès pour faire une recherche sans se rendre physiquement aux archives départementales concernées.
Une numérisation se passe comme une photographie, il n'est donc pas possible de faire une recherche plein texte sur ces documents. Le travail des bénévoles et d'associations généalogiques permet à ces documents d'être indexés, c'est-à-dire que les informations essentielles de chaque acte tels que les noms et dates sont notées et saisies dans des bases de données sur lesquelles on peut ensuite effectuer des recherches.
L'accès aux archives en ligne est généralement gratuit, seuls les services d'archives du Calvados et de Charente sont payants.
L'article détaillé précité contient l'état des archives numériques disponibles au niveau départemental et communal.

## Confidentialité des données généalogiques
L'accès aux données généalogiques françaises est soumis à la loi no 2008-696 du 15 juillet 2008 et au Décret no 62-921 du 03 août 1962. Leur publication sur Internet ou support informatique est soumise à la loi informatique et libertés du 6 janvier 1978.
L'accès aux archives publiques se fait selon les modalités prévues à l’article 4 de la loi 17 juillet 1978 (L. 213-1). Les archives paroissiales et celles de l'état civil peuvent être consultées par tous dans les mairies et/ou aux archives départementales (selon les cas), avec les restrictions suivantes selon l'ancienneté des actes.
Les extraits d’actes de naissance et de mariage datant de moins de 75 ans sont communicables à tous ainsi que les tables décennales. Par contre, les actes intégraux de naissance et de mariage datant de moins de 75 ans ne sont pas communicables, sauf dérogation.
Les actes intégraux de décès sont publics et la limitation de 75 ans ne s'applique pas.
Les copies intégrales des actes de moins de 75 ans ne peuvent être fournies qu'à la personne concernée, à ses descendants ou ascendants directs, à ses mandataires, sur justificatif d'identité, de degré de parenté ou de pouvoir, sauf dérogation autorisée (par exemple recherche à caractère historique, statistique ou dans un but successoral).
Sur Internet, la loi informatique et libertés du 6 janvier 1978 donne à toute personne un droit d’accès et de rectification des informations la concernant. Elle peut exercer ce droit et obtenir communication des informations la concernant en s'adressant au site internet en question. Elle peut également, pour des motifs légitimes, s'opposer au traitement des données qui la concernent.
Seules les archives départementales (paroissiales et état civil) de plus de 100 ans sont publiées sur Internet, suivant les recommandations de la Commission Nationale de l’Informatique et des Libertés (CNIL) afin de protéger la vie privée des personnes .
La CNIL recommande aux généalogistes de ne pas publier sur internet les données privées de moins de 100 ans ; cette recommandation est plus ou moins appliquée car entourée d'un flou juridique. Par contre, sont clairement interdites les publications portant sur les origines raciales, les orientations sexuelles, les opinions politiques, religieuses ou relatives à la santé.

## Autres sources

### Associations généalogiques
Les associations généalogiques et les groupes informels de généalogistes non professionnels sont souvent à envergure départementale en France, voire sur une partie du département. Certaines de ces associations sont membres de la Fédération française de généalogie, association d'envergure nationale qui vise à promouvoir la pratique de la généalogie en France.
Les bénévoles des associations réalisent des dépouillements et des relevés systématiques de l’état civil et des registres paroissiaux, ainsi que d'autres types d'actes, par exemple les actes notariés ou les recensements. Les données recueillies sont généralement diffusée par le système GeneaBank sur Internet qui permet l'accès à près de 98 millions d'actes en France.
Une cotisation annuelle est généralement demandée pour être membre d'une association et bénéficier des travaux effectués.

### Listes de diffusion et newsgroup généalogiques (internet)
Les listes de diffusion généalogiques permettent au généalogiste de rencontrer d'autres généalogistes effectuant des recherches similaires en fonction de critères géographiques ou thématiques. On trouve essentiellement deux types de listes de diffusion : 
- les listes de diffusion qui sont dédiées à une région (Racines pour la Franche-Comté), un département ou un « pays » (Poher pour le Poher en Bretagne) ou éventuellement une commune / paroisse ;
- les listes de diffusion rassemblant tous les généalogistes intéressés par un patronyme.

Les listes de diffusion sont généralement d'accès gratuit, par exemple sur Yahoo! France ou les newsgroups.

### Revues généalogiques
Quelques revues publiées en France sont spécialisées dans le domaine de la généalogie et peuvent permettre de s'informer ou de disposer de techniques pour approfondir ses recherches. Quelques généalogistes professionnels tels que Jean-Louis Beaucarnot y rédigent des articles. On peut citer La Revue française de généalogie qui est un bimestriel, Généalogie Magazine et Héraldique et généalogie.

### Sites Internet spécialisés
Des sites Internet permettent d'aider le généalogiste internaute dans ses recherches. De manière générale, il faut être prudent avec les données trouvées et vérifier chaque fois que cela est possible, l'authenticité de la donnée en recherchant une copie de l'acte original dans les archives. L'intérêt de toutes ces sources d'informations est de croiser les données. Il est possible qu'une personne, par exemple un lointain cousin, ait déjà effectué des recherches généalogiques qu'il a publié sur Internet et cela va beaucoup faciliter le travail pour sa propre recherche généalogique. 

#### Initiatives privées
Le résultat du travail des associations et des généalogistes indépendants peut être diffusé sur différents supports, gratuits ou payants, tels que :
- brochures papier consultables dans les locaux de l'association ou en mairie dans certaines communes ou aux archives départementales. En fonction des associations, cette consultation peut être payante pour les frais de fonctionnement de l'association ;
- le site Internet de l'association ;
- le système GeneaBank sur Internet qui permet en tant que membre d'une association de consulter à hauteur d'un certain nombre de points les relevés de toutes les associations membres du système ;
- la base Bigenet fonctionne sur un principe similaire avec la mise à disposition d'informations fournies par les associations (accès payant à l'acte, sauf pour trois associations qui fournissent les données gratuitement) ;
- les bases de données individuelles mises en ligne (sur les sites personnels par exemple).
- les études généalogiques publiées ;

D'autres bases de données sont spécialisées dans la mise à disposition d'arbres en ligne, avec accès payant ou gratuit :
- le site Geneanet référence plus d'un milliard de données généalogiques (janvier 2014), arbres généalogiques ou index nom/lieu déposés par des particuliers. On peut aussi rechercher une célébrité dans sa famille ;
- Plusieurs dizaines de milliers d'arbres en ligne sont consultables grâce au moteur Geneweb ;
- la base de données ExpoActes[24] référence 53 521 000 d'actes, et ne cesse de s'enrichir du travail des différents groupes de généalogie qui y sont affiliés. Une partie des actes indexés est consultable librement, les autres sont soumis à une adhésion payante ;
- la base de données généalogiques Roglo[25] développée par Daniel de Rauglaudre à l'INRIA recense plus de 4 000 000 de personnes (septembre 2011). Cette base est maintenant gérée par l'association Les Amis de Roglo[26] ;
- MémorialGenWeb[27] pour les relevés de monuments aux morts ;
- Geneanum[28] pour les relevés de la Tunisie du temps du protectorat

La base de données des pensionnaires de l'Hôtel des Invalides à Paris, mise en place par une équipe de bénévoles qui indexe les archives de cet établissement, permet d'effectuer une recherche sur un ancêtre soldat qui y aurait été admis. De 1673 à 1796, on estime à plus de 110 000 le nombre de soldats ayant été hébergés par cette institution mise en place par Louis XIV.
Différents systèmes d'entraide gratuits existent comme FranceGenWeb, Fil d'Ariane, LibrActes, Geneanum, qui sont destinés à l'entraide pour les demandes de copies d'actes généalogiques aux archives départementales ou municipales et tout autre service d'archives. Les recherches sont effectuées par des bénévoles exclusivement.
Les qualités du wiki, utilisées notamment par Wikipédia et associées à ses potentialités en termes de généalogie, permettent à différents projets de montrer le chemin vers une généalogie participative et auto contrôlée comme les projets d'arbres universels et comme le site Geneawiki qui est un outil recensant les données encyclopédiques relatives à la généalogie. 

#### Bases institutionnelles
Le généalogiste faisant des recherches sur des ancêtres français peut accéder gratuitement via Internet à des bases « institutionnelles » spécialisées telles que la base Nomina, issue du portail du Ministère de la Culture, qui recense plus de treize millions de noms. Les bases sources du Ministère de la Culture sont au nombre de neuf. 
La base Léonore de l'Ordre national de la Légion d'honneur contient les fiches nominatives des individus depuis 1802 et décédés avant 1977. On trouve également la base ECEA (état civil des européens d'Algérie), la base « Mémoire des hommes - Morts pour la France de 14-18 ».
La base Mémoire des Hommes du Ministère de la Défense met gratuitement à la disposition du public plusieurs bases de données réalisées à partir de la numérisation et de l'indexation de fiches biographiques conservées par le Ministère de la Défense (Service historique de la Défense). Inauguré le 5 novembre 2003 avec 1,3 million de fiches des Morts pour la France de la Première Guerre mondiale, un nouveau site a été mis en place et inauguré le 7 novembre 2013 à l'occasion de la cérémonie de lancement des commémorations du centenaire de la Première Guerre mondiale. À cette même date, les fiches des Morts pour la France de la Première Guerre mondiale sont ouvertes pour être pouvoir être indexées de manière collaborative par des internautes volontaires grâce à une grille d'annotation. L'indexation consiste à constituer une base de données permettant ensuite de pouvoir effectuer des recherches précises.
À la fin 2021, on peut trouver dans ces bases, : 
- La Base des Morts pour la France de la Première Guerre mondiale (1914-1918)
- La Base des fusillés de la Première Guerre mondiale
- La Base des Personnels de l'aéronautique militaire
- La Base des militaires décédés pendant la Seconde Guerre mondiale (1939-1945)
- La Base des Alsaciens-Mosellans incorporés de force dans l'armée allemande
- La Base des victimes civiles (1939-1945)
- La Base des morts en déportation (1939-1945)
- La Base des fusillés du Mont Valérien
- La Base des Titres, homologations et services pour faits de résistance
- La Base des Personnel des Forces aériennes françaises libres
- La Base des médaillés de la résistance
- La Base des engagés volontaires étrangers entre le 1er septembre 1939 et le 25 juin 1940
- La Base des Morts pour la France de la Guerre d'Indochine (1946-1954)
- La Base des militaires décédés pendant la Guerre de Corée (1950-1953)
- La Base des Morts pour la France de la Guerre d'Algérie, des combats du Maroc et de la Tunisie
- La Base des Victimes civiles disparues durant la Guerre d'Algérie
- La Base des Militaires français portés disparus durant la Guerre d'Algérie
- La Base des militaires décédés sur les théâtres d'opérations extérieurs (1905-1962)
- La Base des militaires décédés en opérations extérieures (1963 à nos jours)
- La Base des Morts pour le service de la Nation
- La Base des sépultures de Guerre
- La Base des Equipages et passagers
- La Base des Registres de contrôle & registres matricules (1683-1815)

Un espace personnel permet de conserver l'historique des recherches effectuées. Il est de plus possible de télécharger les documents numérisées depuis 2019. Est accessible également de nombreuses cartes, livres d'ors, atlas géographiques, plans militaires et archives en rapport avec le monde militaire (nucléaire, expéditions scientifiques,...) 
Une autre base sur le portail du Ministère de la Culture est Bigenet évoqué précédemment mais seulement pour les données fournies gratuitement par ces trois associations : 
- la Société généalogique du Lyonnais et du Beaujolais (SGLB) : département du Rhône,
- le Cercle généalogique de la Drôme provençale (CGDP) : département de la Drôme,
- l'Association généalogique des Hautes-Alpes (AGHA) : département des Hautes-Alpes.

Les archives de l'Ain donnent leurs bases nominatives sur l'état civil, les recensements et les registres matricules ; la Mayenne donne sa base des registres matricules. Enfin la dernière base référencée par le Ministère de la Culture est celle de la ville de Vendôme.
La base des députés de l'Assemblée nationale peut être consultée pour chercher un ancêtre député. 
Certaines grandes écoles peuvent mettre en ligne une base de leurs anciens élèves. C'est le cas de l'École Polytechnique.

## Particularités françaises
Les aléas de l'Histoire font que certaines régions n'ont pas toujours été rattachées à la France ou l'ont été mais ne le sont plus et impliquent par conséquent certaines particularités dans les recherches généalogiques.  

### Anciennes colonies et outre-mer
Concernant les archives nationales d'outre-mer, voici les territoires sur lesquels une recherche en ligne dans les archives est possible :
- Algérie
- Côte française des Somalis
- Guadeloupe
- Guyane
- Île Royale
- Martinique
- Mayotte
- Nouvelle-Calédonie
- La Réunion
- Saint-Barthélémy
- Saint-Domingue
- Saint-Martin
- Saint-Pierre-et-Miquelon
- Sainte-Lucie
- Sénégal
- Soudan français
- Wallis-et-Futuna

Des archives non mises en ligne sont disponibles pour d'autres territoires dont Madagascar ou encore l'Indochine française.

#### Algérie française
En 2003, les archives nationales d'outre-mer ont mis en place une base de données sur l'état civil dit européen d'Algérie couvrant la période de 1830 à 1904.
Jusqu'en 1958, la nationalité française était accordée par décret pris en Conseil d'État ou par jugement du tribunal de première instance selon une loi de 1919. Ces jugements sont restés en Algérie. Les Algériens musulmans pouvaient disposer de carte d'identité, de passeport ou de carte d'électeur sans pour autant avoir la nationalité française, ces documents leur conféraient le statut de ressortissant français.
Pour les décrets de naturalisation, il faut se référer aux archives nationales (site de Paris, jusqu’en 1931 et de Fontainebleau ensuite). La population juive de l’Algérie du nord obtint collectivement
en 1870 la citoyenneté française, mais aucune liste nominative n'est disponible dans les archives. Toutefois l'association Cercle de Généalogie Juive (CGJ) a commencé à établir des bases de données concernant les juifs d'Algérie.

#### Maroc et Tunisie
Les archives relatives au Maroc et à la Tunisie sont conservées par le Ministère des Affaires étrangères à la Direction des Archives située au 3, rue Suzanne Masson 93126 La Courneuve Cedex. Il convient de s'y adresser car ces archives ne sont pas disponibles en ligne.
Pour la Tunisie, il existe aussi des archives religieuses qui ont été mises en ligne.

#### Bagnes
Les bagnes coloniaux furent créés par la loi de Napoléon III du 30 mai 1854 mais les bagnes existaient précédemment notamment à Cayenne en Guyane depuis la convention thermidorienne de 1794. L'objectif était d'éloigner les condamnés de droit commun ou les opposants politiques dans des terres lointaines et à la fois de peupler ces colonies, la loi de 1854 obligeant même le condamné à rester sur place à la fin de sa peine pour une durée égale à celle-ci ou à perpétuité pour une peine de 8 ans ou plus. De 1852 à 1938, la population des bagnes dont ceux de Guyane et de Nouvelle-Calédonie (bagne entre 1867 et 1897) était estimée à 100 000 personnes,. Concernant le bagne de Guyane il fut ouvert en 1852, fermé pour cause de trop grande mortalité en 1869, et pourtant rouvert en 1887 jusqu'en 1953 alors que les bagnes ont été abrogés le 17 juin 1938,.
Il existait plusieurs catégories de bagnards entre les « transportés », les « déportés » (opposants politiques, à partir de la Commune à la suite de la loi du 23 mars 1872) et les "relégués" (récidivistes et petits malfaiteurs qui en plus d'avoir effectué leur peine étaient envoyé au bagne à partir de 1885), le passage d'une catégorie à l'autre ouvrant un nouveau dossier et donc un nouveau matricule. 
Une base nominative contient les condamnés écroués avant 1893 dans laquelle on peut effectuer une recherche et potentiellement retrouver un ancêtre condamné,. On peut également effectuer une recherche sur un fonctionnaire de l’administration pénitentiaire. Pour effectuer une recherche après 1893 ou sur une personne de l'administration, il faut s'adresser aux ANOM pour connaître les documents disponibles et savoir s'ils sont communicables (comme précisé précédemment, la loi fixe un délai de 75 ans après la condamnation, 100 ans dans le cas d'un mineur, les dernières condamnations ayant été prononcées au plus tard en 1938 avant l'abrogation des bagnes).

### Spécificités régionales
Dans chaque région il faut adapter sa démarche de recherche. La conservation des documents est inégale d'un département à l'autre. C'est surtout vrai pour la période antérieure à la Révolution française, mais plus récemment certains départements ont vu leurs archives en partie détruites lors de guerres, civile ou étrangère : certaines communes de Vendée (lors de la Révolution française), Paris (incendie lors de la Commune de 1871), départements du nord (guerre de 1914-1918), Normandie (guerre de 1939-1945), etc.
L'état civil démarre à des dates très variables ; il y a de grosses différentes entre paroisses d'une même région. De plus en terre protestante comme dans les Cévennes, les actes concernant les protestants sont absents ou lacunaires après la Révocation de l'Édit de Nantes
Certains types d'actes sont plus ou moins répandus selon les régions : dans la moitié sud de la France, les contrats de mariage sont fréquents avant la Révolution alors qu'au nord il n'existe le plus souvent que dans les classes sociales supérieures.[réf. souhaitée]
En Bretagne, les actes de basse justice (inventaire, tutelle et décret de mariage) sont particulièrement abondants.[réf. souhaitée]